# Physique des plasmas
Pour les articles homonymes, voir Plasma.
 (juin 2012).
Si vous disposez d'ouvrages ou d'articles de référence ou si vous connaissez des sites web de qualité traitant du thème abordé ici, merci de compléter l'article en donnant les références utiles à sa vérifiabilité et en les liant à la section « Notes et références ».
La physique des plasmas est la branche de la physique qui étudie les propriétés, la dynamique et les applications des plasmas. Un plasma est une phase de la matière constituée de particules chargées, d'ions et d'électrons. La physique des plasmas, tout comme la physique des liquides et des gaz, n'est pas un domaine de la physique à part entière. Elle est multi-branche, c'est-à-dire qu'elle réunit, utilise et approfondit les concepts fondamentaux d'autres branches de la physique (physique atomique, physique quantique, physique statistique, mécanique des fluides, chimie physique, etc.) pour l'adapter au problème complexe par nature de l'étude d'un ensemble disparate de particules chargées et non chargées soumises à divers champs de force. La chimie y tient également une part importante.
La transformation d'un gaz en plasma (gaz ionisé) ne s'effectue pas à température constante pour une pression donnée, avec une chaleur latente de changement d'état, comme pour les autres états ; mais il s'agit d'une transformation progressive. Lorsqu'un gaz est suffisamment chauffé, les électrons des couches extérieures peuvent être arrachés lors des collisions entre particules, ce qui forme le plasma. Globalement neutre, la présence de particules chargées donne naissance à des comportements inexistants dans les fluides classiques, en présence d'un champ électromagnétique par exemple.
Un plasma peut également se former à basse température si la source d'ionisation lui est extérieure. C'est le cas de l'ionosphère, cette couche élevée de l'atmosphère terrestre qui, bien que froide, subit en permanence un intense bombardement ionisant de particules venant du soleil. Les aurores polaires sont l'une des manifestations de ce plasma.
Cet état est le plus répandu dans l'univers, on le trouve notamment dans les étoiles, les nébuleuses, le milieu interstellaire et aussi l'ionosphère terrestre. À une autre échelle, on trouve également des plasmas dans les tubes fluorescents, dans certains propulseurs spatiaux et certains réacteurs chimiques. Ils sont couramment utilisés dans l'industrie notamment en microélectronique et en traitement des matériaux.

## Introduction

### Description
Le plasma, tout comme le solide, le liquide, ou le gaz, est un état de la matière. Il n'est visible sur Terre qu'à très haute température, quand l'énergie est telle qu'elle réussit à arracher des électrons aux atomes. On observe alors ce qu'il est convenu d'appeler une sorte de « soupe » d'électrons extrêmement actifs dans laquelle « baignent » des noyaux d'atomes.
Le terme plasma, appelé aussi « quatrième état de la matière », a été utilisé en physique pour la première fois par le physicien américain Irving Langmuir en 1928 par analogie avec le plasma sanguin auquel ce phénomène s’apparente visuellement.
Dans les conditions usuelles, un milieu gazeux ne permet pas la conduction de l’électricité. Lorsque ce milieu est soumis à un champ électrique faible, un gaz pur est considéré comme un isolant parfait, car il ne contient aucune particule chargée libre (électrons ou ions positifs). Les électrons libres et les ions positifs peuvent apparaître si on soumet le gaz à un champ électrique de forte intensité ou à des températures suffisamment élevées, si on le bombarde de particules ou s’il est soumis à un champ électromagnétique très intense.
Lorsque l’ionisation est assez importante pour que le nombre d’électrons par unité de volume soit comparable à celui des molécules neutres, le gaz devient alors un fluide très conducteur qu’on appelle plasma. Il est important de noter que ce qui distingue un milieu plasma, d'un milieu ionisé, est sa neutralité macroscopique.
À l’origine, un plasma désignait un gaz ionisé globalement neutre, puis cette définition a été étendue aux gaz partiellement ionisés dont le comportement diffère de celui d’un gaz neutre. Aujourd'hui, on parle de plasma lorsque la matière que l'on observe contient un grand nombre de particules de natures différentes qui peuvent interagir entre elles et avec l'environnement : c'est une soupe d'électrons, cations, anions, atomes neutres, agrégats (clusters), etc.
Pour caractériser un plasma, il faut tenir compte du nombre d’espèces présentes et de leurs différents états de charge, puis étudier l’évolution de la densité, de la température et de la fonction de distribution dans l’espace et en vitesse, ce pour toutes les réactions susceptibles de se produire, qu’elles soient chimiques ou nucléaires, sans oublier les collisions qui peuvent avoir lieu. Si les processus de recombinaison entre électrons et ions n’équilibrent pas le processus d’ionisation, le plasma est dit hors d’équilibre thermodynamique. L’étude complète de tous les phénomènes apparaissant dans un plasma est à ce jour impossible, il en résulte une simplification initiale nécessaire à la distinction et au classement des plasmas.
La physique des plasmas s'intéresse aussi à la dynamique des faisceaux d'électrons, de protons, d'ions lourds : les plasmas non neutres. On peut citer entre autres le travail accompli par des physiciens théoriciens sur les plasmas de quarks et de gluons[réf. souhaitée]. La définition physique du mot plasma ainsi étendue est la suivante : ensemble de particules suffisamment excitées pour ne pas pouvoir se combiner de manière stable et former les particules qui sont observées dans l'état fondamental.
Pour distinguer ces définitions, le plasma dit de matière est constitué d'électrons et d'ions incapables de former des atomes tandis que le plasma de quarks appelé plasma quark-gluon est formé des quarks incapables de se combiner pour former des neutrons, protons, etc. Un plasma de neutrons et protons est observé lorsque ces particules sont trop excitées pour former des ions.
Cependant, il ne sera question que de plasmas à base d'atomes dans la suite de cet article.

### Exemples

Les différents plasmas en fonction de leur température par rapport à leur densité.

Les plasmas sont extrêmement répandus dans l'Univers puisqu'ils représentent plus de 99 % de la matière connue. Toutefois, ils passent presque inaperçus dans notre environnement proche, « la Terre », étant donné leur nature incompatible avec les conditions nécessaires à la vie terrestre.
Ainsi on peut distinguer les plasmas naturels et les plasmas artificiels (créés par l'homme) :
les plasmas naturels :
- les étoiles, nébuleuses gazeuses, quasar, pulsar ;
- les aurores boréales ;
- les éclairs ;
- l'ionosphère ;
- le vent solaire ;

les plasmas artificiels :
- dans certains téléviseurs ;
- les décharges (comme dans un disjoncteur à haute-tension), ou tube à décharge (lampes, écrans, torche de découpe, production de rayons X) ;
- les plasmas de traitement pour dépôt, gravure, modification de surface ou dopage par implantation ionique ;
- la propulsion par plasmas ;
- la fusion nucléaire (voir aussi Tokamak, Stellarator et Z-pinch) ;
- et de nombreuses autres applications qui ne sont encore que des expériences de laboratoire ou des prototypes (radar, amélioration de combustion, traitement des déchets, stérilisation, etc.).

## Physique
Comme un plasma est une assemblée de particules différentes en interaction, il est de manière générale difficile de le caractériser. Supposons que le plasma contienne X espèces, incluant les différents états de charge d'un même atome (ou molécule ou agrégat…), il faut pour complètement le décrire, étudier l'évolution de la densité, de la température, de la fonction de distribution dans l'espace et en vitesse de chaque espèce, au cours de toutes les réactions chimiques, nucléaires, ou collisions qui peuvent avoir lieu. C'est une tâche quasiment impossible, car même si on peut écrire des équations reliant toutes ces données, il est souvent impossible de les résoudre, même numériquement, avec les moyens informatiques actuels.

Pour simplifier, dès le départ, le(s) problème(s), on répartit les plasmas en plusieurs catégories. Dans chaque catégorie les plasmas vont avoir un certain type de comportement propre. Pour construire ces catégories, il faut définir différents paramètres comme suit.

### Température des espèces: plasma chaud et plasma froid
Un plasma, du fait qu'il contient des espèces ionisées, contient aussi des électrons libres (par neutralité globale du plasma, exception faite des faisceaux de particules). Les électrons ont une masse 2 000 fois plus faible que les ions (le rapport masse du proton ou du neutron sur masse de l'électron vaut plus exactement 1836), ils ont donc moins d'inertie et sont plus « réactifs ». Il est donc plus facile de donner de l'énergie aux électrons qu'aux espèces plus lourdes, les ions. On va alors scinder les plasmas en deux catégories :
- « plasma froid » aussi appelé « plasma non thermique », « plasma bi-température » ou encore « plasma hors équilibre » : les électrons ont acquis assez d'énergie pour effectuer des réactions par collision avec les autres espèces. Les espèces neutres et chargées (ions) quant à elles pourront effectuer des réactions chimiques classiques ;
- « plasma chaud » ou « plasma thermique » : les électrons, mais aussi les ions sont assez énergétiques pour influencer le comportement du plasma.

Cette dénomination vient de ce qu'en physique des plasmas, on mesure l'énergie cinétique des électrons ou des ions par leur température (comme en physique statistique : {\displaystyle E\sim k_{B}T}, où {\displaystyle k_{B}} est la constante de Boltzmann). Cette dénomination fait référence à l'énergie des ions. Dans le cas des « plasmas froids », la température (l'énergie) des électrons est très supérieure à celle des ions {\displaystyle T_{i}\ll T_{e}} ; les ions sont considérés comme « froids » et ne pourront faire que des réactions chimiques possibles avec leur énergie. Dans les plasmas chauds, les ions sont « chauds » et donc plus réactifs {\displaystyle T_{i}\sim T_{e}}.
Cette différenciation scientifique est également culturelle :
- les plasmas froids peuvent être étudiés en laboratoire. Les scientifiques ont alors acquis un savoir-faire expérimental, actuellement largement appliqué dans les industries (gravure, dépôts PVD/CVD, etc.) ;
- les plasmas chauds demandent plus d'énergie pour leur création et les installations qui les produisent sont donc moins nombreuses (car plus coûteuses) et moins accessibles. Le savoir-faire qui s'est développé est essentiellement théorique, donc plus fondamental.

#### Diagnostic de température des plasmas chauds
Historiquement, les premières études sur les plasmas chauds portaient sur les observations astrophysiques, notamment celles relatives au Soleil. Pour expliquer l’origine de l’énergie des étoiles et du Soleil en particulier, le physicien allemand Hans Bethe imagina, en 1939, qu’à l’intérieur de l'astre, la température dépasse 107 K et il s’y déroule un ensemble complexe de réactions de fusion de noyaux légers. Quelques années plus tard, on découvrit que la haute atmosphère solaire est également un plasma chaud.
La température électronique déduite d'analyses par distribution Maxwellienne semble mésestimée, notamment lorsque les observations sont effectuées sur un plasma caractérisé par une distribution Kappa,.

### Autres caractérisations
Pour caractériser les plasmas et les phénomènes liés, on utilise différentes notions :
- le degré d'ionisation {\displaystyle \alpha } :

{\displaystyle \alpha ={\frac {n_{e}}{n_{e}+n_{n}}}} avec {\displaystyle n_{e}} densité électronique et {\displaystyle n_{n}} densité de neutres.
 Si {\displaystyle \alpha \ll 1}, alors le plasma est dit « faiblement » ionisé et si {\displaystyle \alpha \approx 1}, alors il est dit « fortement » ionisé.
Si on rapproche le degré d'ionisation des interactions particulaires, on pourra aussi classifier selon les mêmes catégories :
un gaz faiblement ionisé a des fréquences de collision électron-neutre supérieures aux fréquences de collision électron-ion ou électron-électron,
on utilisera la notation usuelle : {\displaystyle \nu _{e0}\gg \nu _{ee},\nu _{ei}},
pour un gaz fortement ionisé, on a alors : {\displaystyle \nu _{e0}<\nu _{ee},\nu _{ei}} ;
- le paramètre plasma {\displaystyle \Gamma } :

{\displaystyle \Gamma \approx {\frac {<E_{p}>}{<E_{c}>}}\approx {\frac {e^{2}n^{\frac {1}{3}}}{\varepsilon _{0}kT}}}
{\displaystyle <E_{p}>} représente l'énergie potentielle moyenne liée aux interactions coulombiennes.
{\displaystyle <E_{c}>} représente l'énergie cinétique moyenne liée à l'agitation thermique.
si {\displaystyle \Gamma <1}, le plasma est faiblement corrélé : il est dit « cinétique ».
si {\displaystyle \Gamma >1}, le plasma est fortement corrélé.

### Concepts fondamentaux

#### Notion de quasi-neutralité
Le critère de quasi-neutralité indique qu'un plasma est globalement électriquement neutre, c'est-à-dire qu'il compte autant de charges positives que négatives. Pour un plasma constitué d'une densité d'ions positifs chargés une seule fois {\displaystyle n_{i}} et d'électrons de densité {\displaystyle n_{e}}, on a la relation : {\displaystyle Zn_{i}-n_{e}=0} soit l'égalité {\displaystyle Zn_{i}=n_{e}}. La quasi-neutralité est notamment issue de la conservation de la charge électrique lors des processus d'ionisation. Un plasma sous l'effet des forces de Coulomb ({\displaystyle {\vec {F}}=q{\vec {E}}}) et de Laplace ({\displaystyle {\vec {F}}=q{\vec {v}}\wedge {\vec {B}}}), comme tout système dynamique, tend vers une position d'équilibre en minimisant ces forces.
Cette égalité permet d'atteindre cette stabilité, mais telle quelle ne permet pas de résoudre les équations de Maxwell correctement. On considère alors par exemple le rapport {\displaystyle {\frac {n_{e}-Zn_{i}}{n_{e}+Zn_{i}}}\ll 1}. En fait les études sur les plasmas portent souvent sur des perturbations d'une grandeur moyenne. Par exemple, si on considère la densité moyenne d'électron {\displaystyle {\bar {n}}_{e}}, elle peut connaître une perturbation {\displaystyle n_{e}} et le plasma est caractérisé par une densité électronique {\displaystyle {\bar {n}}_{e}+n_{e}}. On pose souvent comme hypothèse {\displaystyle {\bar {n}}_{e}\gg n_{e}}.

#### Écrantage électrique, notion de gaine et frontière d'un plasma
Pour se représenter une gaine, on étudie un plasma un peu particulier :
- il est monodimensionnel (selon un axe x) ;
- à l'instant t = 0, pour les x < 0, on a un plasma à l'équilibre {\displaystyle n_{e}=n_{i}} ;
- pour les x > 0, l'espace est vide.

La frontière « vide-plasma » est donc un plan perpendiculaire à l'axe (Ox).
Pour t > 0, la situation va évoluer via l'agitation thermique des électrons (dans de nombreux cas, on considère les mouvements des ions négligeables devant ceux des électrons, on supposera alors les ions comme fixes).
L'agitation thermique tend à étaler la distribution d'électrons mais elle est contrebalancée par les forces électrostatiques qui tendent à la neutralité. On va donc obtenir une distribution électronique approchant la courbe bleue sur le second schéma. Cette distribution est appelée gaine électronique et on peut démontrer qu'elle a une taille de l'ordre de la longueur de Debye {\displaystyle \lambda _{D}}

#### Longueur de Debye
L'écrantage électrique défini précédemment nous permet d'identifier la longueur de Debye : c'est l'échelle de longueur au-dessous de laquelle il peut y avoir une séparation de charge et au-dessus de laquelle le plasma retrouve sa neutralité.
{\displaystyle \lambda _{D}={\sqrt {\frac {\epsilon _{0}kT}{n_{e}q_{e}^{2}}}}}
avec :
- {\displaystyle \epsilon _{0}} : permittivité du vide ;
- {\displaystyle k} : constante de Boltzmann ;
- {\displaystyle n_{e}} : densité d'électrons.

#### Fréquence de Langmuir ou fréquence plasma
Quand on perturbe un plasma à l'équilibre, les électrons vont se mettre à osciller avec une certaine pulsation : {\displaystyle \omega _{p}={\sqrt {\frac {n_{0}e^{2}}{\epsilon _{0}m_{e}}}}}

### Ordres de grandeurs
| Dénomination              | Densité électronique (en m−3) | Température électronique (en K) |
| Faiblement ionisé         | Faiblement ionisé             | Faiblement ionisé               |
| ------------------------- | ----------------------------- | ------------------------------- |
| Ionosphère (couche basse) | 10                            | 102,5                           |
| Décharge dans les gaz     | 1013 - 1018                   | 104 - 105                       |
| Fortement ionisé          |                               |                                 |
| Ionosphère (couche haute) | 1012                          | 103                             |
| Couronne solaire          | 1011 - 1014                   | 106,5                           |
| Dense                     |                               |                                 |
| Fusion magnétique         | 1020                          | 108                             |
| Cœur d'étoile             | 1029                          | 107,5                           |
| Fusion inertielle         | 1030                          | 108                             |
| Naine blanche             | 1032                          | 107                             |

### Modélisation mathématique
Il existe de nombreux modèles mathématiques adaptés aux différents types de plasmas. Ils font tous appel à un couplage entre les équations d'évolution des particules et du champ électromagnétique. Le grand nombre d'équations et de degrés de liberté (3 d'espace, 3 de vitesse, plus le temps) classe les problèmes de la physique des plasmas parmi les plus difficiles à résoudre numériquement.
La plupart du temps, on considère que les particules sont influencées par le champ électromagnétique moyen : c'est l'approche de Vlassov. À l'inverse, on peut considérer toutes les interactions entre particules : c'est l'approche de Fokker-Planck, qui est naturellement beaucoup plus complexe.
Pour modéliser l'évolution du champ électromagnétique, on utilise classiquement les équations de Maxwell. Si les effets du champ magnétique sont faibles, on peut se contenter de l'équation de Poisson de l'électrostatique. Ces équations sont couplées aux précédentes par les termes sources de densité de charge et de courant du plasma. Ceux-ci sont obtenus à partir des moments de la distribution en vitesse.
Suivant les cas, on pourra également considérer ou non l'effet de collisions entre particules (interactions à très courte portée). Si les collisions sont suffisamment nombreuses, la distribution en vitesse des particules tend vers un équilibre Maxwellien local : c'est la limite fluide.
Une approximation courante consiste à considérer un seul fluide moyen pour toutes les particules du plasma : c'est la magnétohydrodynamique (ou MHD), qui permet notamment de modéliser le vent solaire.

## Champs de recherche et d'applications
(mai 2012).
- Équilibre et stabilité des plasmas
C'est un problème majeur notamment pour toutes les recherches où un confinement est nécessaire, par exemple pour la fusion nucléaire.
- Diagnostic et simulation
Les diagnostics expérimentaux et la simulation numérique sont deux outils indispensables aux plasmiciens. La simulation numérique des plasmas est très gourmande en puissance machine de par la complexité des interactions à traiter. Actuellement[Quand ?] les codes de calcul sont essentiellement des codes 1D ou 2D particulaires, 2D et 3D fluides. De nombreux codes sont des codes hybrides.
- Fusion nucléaire :
  - fusion par confinement magnétique,
  - fusion par confinement inertiel ;
- source de plasma :
  - plasmas de décharges,
  - plasma CCP,
  - plasma ICP (analyse chimique par torche à plasma),
  - source ECR,
  - source Hélicon ;
- interactions du plasma avec les ondes et les faisceaux :
  - interaction laser-plasmas ;
- plasmas ultra-froids ;
- plasmas industriels :
  - plasma de dépôt et gravure,
actuellement, c'est le domaine le plus développé du point de vue industriel. Les plasmas sont utilisés pour la gravure des microprocesseurs et autres composants. Le dépôt intervient lui aussi en microélectronique associé étroitement à la gravure. Mais il est aussi utilisé dans des technologies liées aux couches minces, dans d'autres domaines comme l'optique ou pour l'ajout de couches de protections en métallurgie (miroir…) ;
  - plasma pour implantation ionique (III P : Implantation Ionique par Immersion Plasma),
utilisés en microélectronique et dans l'industrie des matériaux, ces traitements permettent de modifier les propriétés de matériaux immergés dans un plasma en implantant des atomes (extraits de ce plasma) sous leurs surfaces. L'IIIP permet de réduire drastiquement les coûts liés aux implantations par faisceau d'ions mais remplit une fonction similaire (avec une moindre précision). Les ions sont accélérés par une gaine dite matrice d'ions (évoluant en gaine de Child-Langmuir) induite par de fortes impulsions de l'ordre de plusieurs kV et de plusieurs µs. Cette technique permet de rendre les matériaux biocompatibles, résistants à la corrosion, d'une plus grande dureté ou de créer des matériaux magnétiques pour capteurs utilisés dans les applications biomédicales. L'un des enjeux actuels est la réalisation uniforme de jonctions de surface (ultra-shallow doping) qui permet la miniaturisation de transistors,
  - les disjoncteurs à haute tension dont le principe de coupure du courant est basé sur le refroidissement d'un plasma d'arc entre deux conducteurs,
  - plasma pour test de rentrée dans l'atmosphère,
des torches à plasma sont aussi utilisées pour reproduire les températures extrêmes atteintes lors des rentrées dans l'atmosphère d'appareils comme les navettes spatiales. Afin de reproduire aussi les phénomènes de frottement, la torche est dite supersonique car le plasma est propulsé à une vitesse supérieure à celle du son,
  - traitement des déchets,
  - la médecine du plasma,
    - l'utilisation de plasmas froids à pression atmosphérique pour des applications biomédicales est un domaine de recherche jeune et prometteur dans lequel des espèces actives (moléculaires ou ioniques) sont générées dans des plasmas pour traiter des tissus biologiques, permettant notamment d’effectuer un traitement local. Les sources plasma développées se présentent généralement sous forme de jets de plasma, de micro décharges ou de décharges à barrière diélectrique et les applications étudiées concernent la stérilisation de plaies, la régénérescence des tissus ou encore le traitement de cellules cancéreuses (apoptose induite par traitement plasma). Actuellement[Quand ?], la plupart des études sont encore effectuées in vitro ou in vivo sur des souris[4],[5] ;

- physique des plasmas naturels ;
  - astrophysique :
la physique des plasmas est importante en astrophysique car de nombreux objets astronomiques comme les étoiles, les disques d'accrétion, les nébuleuses, et le milieu interstellaire sont composés de plasma,
  - environnement planétaire : la magnétosphère est dense en plasma.